# Holostrophus
Holostrophus es un género de coleópteros de la familia Tetratomidae. De distribución holártica y oriental.

## Especies
Hay 17 especies descritas incluyendo:
- Holostrophus aureofasciatus
- Holostrophus bifasciatus
- Holostrophus borneensis
- Holostrophus brittoni
- Holostrophus diversefasciatus
- Holostrophus dux
- Holostrophus maculatus
- Holostrophus minimus
- Holostrophus morimotoi
- Holostrophus multisignatus
- Holostrophus orientalis
- Holostrophus similis
- Holostrophus unicolor
- Holostrophus vitalisi